# Monete di Milano
Le monete di Milano sono le monete coniate dalla Signoria e poi Ducato di Milano sino poi al Regno Lombardo-Veneto ed al Regno d'Italia a partire dal IV secolo a.C. sino al 1887, anno della sua chiusura.

## Storia e caratteristiche della monetazione milanese
Sebbene non si abbiano notizie certe sull'inizio della pratica di coniazione nel Ducato di Milano, le prime monete ritrovate in scavi archeologici di area lombarda riportano la coniazione al IV secolo anche se le prime concessioni ufficiali iniziano solo in età romana.
Fu solo coi longobardi però che venne stabilito un vero e proprio palazzo della zecca e che vennero concessi i primi diritti di coniazione a Milano, perfezionati poi in epoca comunale e sotto i Visconti in pieno Medioevo.
Le più importanti monete coniate dalla zecca di Milano sono:
- scudo d'argento coniato in epoca moderna a partire dalla conquista spagnola;
- pegione d'argento, un tipo di grosso coniato per la prima volta in epoca viscontea e rimasto in auge sino alla fine dell'epoca sforzesca;
- trillina - moneta in rame di epoca spagnola;
- sesino - moneta in rame coniata per la prima volta in epoca viscontea ed utilizzata sino al XVIII secolo.

| Indice A B C D F G I L M N O P Q S T Z Note - Bibliografia - Altri progetti |

## A
- Ambrosino o Ambrogino: era una moneta tipica dell'epoca repubblicana del comune di Milano. Esisteva in vari metalli e pezzature. Erano così chiamati per la figura di Sant'Ambrogio.
  - Ambrosino d'oro: fu coniato probabilmente nella seconda metà del Duecento imitando il fiorino di Firenze. È documentato citato in un documento del 1303. L'oro era a 24 carati e il peso di g 3,50. In origine valeva 20 terzaroli d'argento. I primi pezzi recavano al rovescio le immagini dei san Gervasio e san Protasio[2][3].
  - Ambrosino grandissimo d'argento: del valore di 4 soldi. Portava l'immagine di san Gervasio e san Protasio. Fu emesso nel 1311, durante la discesa in Italia di Enrico VII di Lussemburgo sia con tipi reali che imperatori. Aveva il valore di due soldi imperiali. Il titolo era di 0,912 il primo e di 0,964 il secondo. Il peso, in denari milanesi era rispettivamente di 3,3 e 3,10.[2]
  - Ambrosino grande d'argento: del valore di 1 soldo e mezzo. Era realizzato in argento e riportava sul diritto l'effigie di Sant'Ambrogio, patrono di Milano, e sul retro una croce, uno dei simboli della città.
  - Ambrosino piccolo d'argento: o soldo che aveva appunto il valore di 1 soldo[2].

## B
- Berlinga — termine usato nei secoli XVI e XVII come sinonimo di lira, nelle gride spagnuole dal 1548 al 1637. Il nome era stato usato anche in precedenza, facendo riferimento a  berlinghe veneziane, troni sive mozanighi, da re francesi nel periodo 1508 - 1515. La prima lira o berlinga che conosciamo è di Filippo II dell'anno 1548 all'incirca; pesa denari 6,5 al titolo di 0,958.[2]
- Bissona o bissone - sinonimo di grosso, così detta per il biscione dei Visconti del dritto.
- Bissolo: era una moneta di mistura, a titolo molto basso, 0,078, con un peso di 11 g.[2] Fu coniata sotto il governo di Giovanni Maria Visconti (1402-1412), secondo quanto riportato da Bernardino Corio. Fu imitata nello stesso periodo a Pavia dal fratello Filippo Maria Visconti, territorio assegnatogli come contea dal padre. In seguito fu coniata anche da Francesco Sforza. Il nome deriva dalla presenza del biscione visconteo sul diritto della moneta stessa. Il bissolo valeva un soldo.[2]
- Bolognino: moneta, come dice il nome, originaria di Bologna, dalla fine del XII secolo. A Milano furono coniati:
  - Bolognino piccolo: in argento, coniato nel 1350, sotto l'arcivescovo Giovanni Visconti.[2]
  - Bolognino grosso d'argento: dal valore di 10 soldi coniato sotto lo stesso signore.[2]
  - Bolognino d'oro: una moneta con questo nome e lo stemma dei Visconti è attribuita da Litta all'arcivescovo Giovanni Visconti. Secondo Mulazzani si tratterebbe invece di una moneta coniata da un Visconti quando questa casata ebbe la signoria di Bologna. La moneta ha lo stesso peso del fiorino e dell'ambrosino d'oro.[2]
- Burigozzo: fu coniato nel 1535-36 sotto l'imperatore Carlo V che era anche duca di Milano. Era d'argento e valeva 32 soldi. Al dritto era raffigurato Carlo V e al rovescio era rappresentato sant'Ambrogio[4]

## C
- Carlo: nome, dato al filippo, moneta già esistente dal 1604, in seguito all'ascesa al trono di Carlo II di Spagna nel 1666. Fu di nuovo usato nel 1711 per l'imperatore Carlo VI.[2]
- Centesimo: frazione della lira, fu introdotto assieme alla decimalizzazione di questa. Moneta da 1, 5 e 10 centesimi sono state coniate nel periodo napoleonico dal 1807 al 1814. La denominazione fu ripresa sotto il governo austriaco dal 1822 al 1849. Essa venne introdotta per la prima volta nel 1822 dopo la costituzione del Regno Lombardo-Veneto nel 1815 sotto il regno di Francesco I d'Austria.[2]
- Colombino: moneta dal valore di circa tre soldi citata nelle grida sforzesche del 1532 e del 1534.[2]

## D
- Denaro: le prime monete in argento aventi il nome di Milano corrispondente al valore di un denaro risalgono alla prima metà del IX secolo in nome di Berengario I d'Italia. Altri denari vennero poi prodotti nei secoli successivi a nome di Imperatori del Sacro Romano Impero come Ottone II, Ottone III, Enrico II, Enrico III, Enrico IV, Enrico V, Federico I, Federico II, Enrico VII e altri. La maggior parte degli esemplari di epoca medioevale sono perlopiù "scodellati", ovvero hanno i bordi incavati in un lato e convessi nell'altro, segno di una coniazione ancora manuale. La produzione proseguì successivamente sotto i Visconti e sotto gli Sforza.
- Dodesino: termine usato per indicare monete da dodici denari, quindi da un soldo. È citato nelle cronache di Bergamo e di Milano, quando si tratta della svalutazione della moneta posta in atto da Giovanni Galeazzo Visconti, primo duca di Milano.[2]
- Doppia d'oro: espressione usata inizialmente per indicare la moneta da due scudi d'oro. Con il tempo divenne moneta a sé. A Milano essa venne coniata per la prima volta in Milano nel 1548 sotto Carlo V col nome di doppio scudo d'oro. Fu coniata dagli spagnoli fino al 1711 e in seguito dagli austriaci nel 1724 e 1726.[2] Aveva un peso di circa 6,5 grammi e un titolo di 0,916666. Portava sul diritto l'effigie del monarca regnante, mentre il retro era occupato dallo stemma del Ducato di Milano. Nel 1582 avevano un valore di 12,10 lire e un secolo dopo nel 1683, anno in cui terminano le gride monetarie spagnuole, salirono a 24.[2] Fu copiata ovunque in Italia[2]. Maria Teresa la fece coniare nel 1778, e Giuseppe II, ne continuò la coniazione con peso leggermente ridotto, prima per un valore di 24 lire, in seguito salite a 25,3.[2]
- Doppione d'oro: nome dato al doppio ducato d'oro coniato sotto il dominio di Luigi XII di Francia quando ebbe il titolo di duca di Milano, che riprendeva il doppio ducato coniato sotto gli Sforza. La denominazione è richiamata dalla grida del 29 giugno 1510, enunciando un valore di 9,6 lire, il doppio di quello del ducato d'oro. La denominazione è ristretta al periodo della signoria francese dei primi anni del 500.[2]
- Ducato: moneta d'oro. Essa venne coniata durante l'epoca viscontea anche nella variante dell'imitazione della più importante e famosa delle monete circolanti nella Repubblica di Venezia. Presentava al dritto il duca coronato che si inginocchia davanti a Gesù Cristo ed al rovescio Gesù dentro la "mandorla" e l'iscrizione Sit tibi Christe datus quem tu regis iste ducatus. Pesava 3,44 g a 24 carati. Il nome viene da "duca", dux in latino (che a Venezia era appunto "doge").
  - Doppio ducato: di valore doppio rispetto a un ducato normale, coniato in epoca sforzesca.
  - 10 ducati: prodotto sotto Luigi XII di Francia
- Ducatone: era una grossa moneta d'argento, battuta per la prima volta in Italia a Milano nel 1551 da Carlo V con l'argento preveniente dall'America. Il nome in origine era scudo d'argento da L. 5,12, per distinguerlo da quello d'oro che aveva lo stesso valore. Fu coniata anche dai successori di Carlo, Filippo II, III, e IV, in grande quantità. In seguito alla coniazione del filippo la coniazione del ducatone ebbe termine.[2]

## F
- Filippo: nome dato a una monete di origine spagnola di grande modulo, coniata a partire dal 1604. Fu in seguito coniata dai re di Spagna, dall'imperatore Carlo VI e da Maria Teresa. Aveva la stessa composizione del ducatone, e in origine un valore di Lire 5. Fu la moneta principale d'argento della Lombardia fino alla riforma del 1778.[2]
- Fiorino: moneta d'oro che riprende il nome della moneta coniata per la prima volta nel 1252 a Firenze. A Milano fu coniata dai Visconti, con peso e titolo uguale alla moneta di Firenze. Sostituiva l'ambrosino che aveva pari caratteristiche. Il posto del fiorino fu preso, con gli Sforza, dal ducato, cui fu in seguito assegnato anche il nome di zecchino.
  - Fiorino d'oro da soldi 38: moneta di conto, immessa per dare ordine alla contabilità monetaria.[2]
- Fiorino d'argento: moneta austriaca, detta anche mezzo scudo, coniata a seguito della riforma monetaria del 1822, sotto Francesco I, con un titolo di a 900/1000, con un peso di 12,345 g, per un valore di 3 lire. Fu emessa anche sotto Francesco Giuseppe.[2]

## G
- Genovino: moneta, come dice il nome, genovese. Fu coniata anche dai duchi di Milano quando in diverse fasi ebbero il controllo di quella città.[2]
- Grosso: moneta argentea coniata per la prima volta all'epoca di Bernabò Visconti (1354-1378). Essa rappresentava ancora una volta l'effigie di Sant'Ambrogio, patrono di Milano, oltre a una prima raffigurazione del biscione visconteo che poi diverrà uno dei simboli della città milanese per antonomasia.
  - Grosso da 2 soldi o Pegione o Bissone o Bissona del valore di 2 soldi (epoca viscontea).
  - Grosso da 5 soldi del valore di 5 soldi (epoca sforzesca).

## I
- Imperiale: nome dato a più monete. Alcune coniate nell'alto medioevo, per un valore di 1/12 di soldo, quindi un denaro. Altre furono coniata nel XIV secolo[2].

## L
- Lira: inizialmente esclusivamente moneta di conto che conteneva 240 denari o 20 soldi, divenne moneta reale in argento a Milano per la prima volta nel 1474. Fu fatta coniare dal duca Galeazzo Maria Sforza.[2]
  - A Milano la lira venne coniata anche durante il periodo napoleonico del Regno d'Italia.
  - Lira, senza ulteriori specificazioni, fu coniata a Milano dal governo provvisorio nel biennio 1848-1849. Le monete avevano le caratteristiche ponderali delle monete napoleoniche. Fu coniato un marengo d'oro da 20 lire e la moneta d'argento da 5 lire. Tutte le monete avevano al dritto la personificazione dell'Italia.
  - Lira austriaca o Lira milanese: la lira austriaca venne introdotta in Lombardia per la prima volta all'epoca dell'Imperatrice Maria Teresa d'Austria e mantenuta difatti come moneta di conto sino all'unità d'Italia.
  - Lira del giuramento: un particolare tipo di lira argentea coniata da ogni nuovo imperatore del Sacro Romano Impero al momento della sua incoronazione a Duca di Milano. Essa venne introdotta da Maria Teresa ed ufficialmente utilizzata a partire da Giuseppe II. Era detta del giuramento perché riportava sul retro la legenda LONGOBARD.FIDES.SACRAMENTO.FIRMATA ... e seguiva poi il nome della data del giuramento del nuovo sovrano. Tali monete avevano corso legale come le altre lire austriache e l'ultimo sovrano a coniarne un esemplare fu Ferdinando I d'Austria.

## M
- Marengo: moneta aurea coniata inizialmente sotto il dominio di Napoleone Bonaparte secondo l'esempio francese, venne realizzata nuovamente con la costituzione del Regno d'Italia napoleonico. La moneta corrispondeva ad un valore di 20 lire e riapparve dopo la costituzione del Regno d'Italia sabaudo.

## N
- Napoleone: altro nome del marengo, la moneta da 20 lire coniata nel periodo napoleonico.
  - Napoleone doppio: la moneta da 40 lire
  - Napoleone d'argento: la moneta d'argento dal valore di 5 lire. Detta anche scudo

## O
- Oggino, o anche ottino: moneta della fine del XIV secolo, che, come da nome, valeva otto denari. Di fatto nasce con la riduzione del valore del dodesino, che ne valeva dodici, a otto denari, svalutazione fatta dal conte di Virtù. La moneta non ha avuto lungo corso[2].
- Ottavo di soldo: moneta coniata esclusivamente sotto la signoria di Azzone Visconti (1329-1339), realizzata in mistura e riprendente ancora il tema della croce e dell'effigie di Sant'Ambrogio già cari all'epoca repubblicana.
- Otto soldi e tre denari: moneta coniata all'epoca di Carlo V d'Asburgo dopo la sua presa di possesso del Ducato di Milano. Sul retro riprendeva il tema di Sant'Ambrogio come protettore della città di Milano, mentre sul davanti comparivano le due colonne simbolo dei domini spagnoli (a cui il ducato milanese era affiliato all'interno del Sacro Romano Impero).

## P
- Parpagliola: moneta di rame corrispondente al valore di un centesimo coniata a partire dall'epoca della seconda repubblica di Milano nel XV secolo. Essa riportava l'effigie di Sant'Ambrogio. Il nome, all'inizio dell'Ottocento, venne assegnato anche alla moneta da 10 centesimi in argento fatta coniare da Napoleone Bonaparte per il neonato Regno d'Italia.
- Pegione, detto anche picchione: ebbe questo nome una moneta d'argento, un grosso coniato per la prima volta dal conte di Virtù. Il valore era di un soldo e mezzo[2]. Rimase in auge sino alla fine dell'epoca sforzesca. Monete con lo stesso nome furono coniate anche dalla zecca di Pavia[2] dai Visconti e a Casale dai Paleologi di Monferrato.

## Q
- Quadrupla: espressione usata inizialmente per indicare la moneta da quattro scudi. Con il tempo divenne moneta a sé. A Milano essa venne coniata a partire dal XVII secolo sotto la dominazione spagnola. Essa 13 grammi e riportava sul diritto l'effigie del monarca regnante, mentre il retro era occupato dallo stemma del Ducato di Milano.
- Quaranta lire o Doppio marengo fu una moneta d'oro introdotta nel milanese da Napoleone dopo la costituzione del Regno d'Italia. Essa aveva appunto il valore di 40 lire e si rifaceva al sistema metrico decimale utilizzato anche in Francia.
- Quattrino: moneta dal valore di quattro denari. Fu introdotta in mistura con la riforma del conte di Virtù del 1400. In seguito dal 1603, all'epoca della dominazione spagnola, fu emessa di nuovo, ma in rame[2]. Sovente tali monete erano realizzate con conio stanco ed erano di pessima fattura. Potevano essere di forma regolare oppure romboidali o quadrate. Sovente erano decentrate[3].

## S
- Scudo: moneta d'argento delle più tipiche del ducato di Milano. Venne prodotta ininterrottamente dall'epoca spagnola sino alla fine del Regno Lombardo-Veneto. Si conoscono molte varianti, valori e nomi di questa moneta attribuitale nel corso dei secoli:
  - Filippo scudo in epoca spagnola sotto i regni di Filippo II, Filippo IV e Filippo IV.
  - Carlo scudo in epoca spagnola sotto il regno di Carlo II.
  - Crocione scudo all'epoca di Giuseppe II e Leopoldo II. Il nome derivava dalla presenza sul retro di una croce di Borgogna accantonata dalle tre corone d'Austria, Ungheria e Boemia, su cui pendeva il Toson d'oro.
  - Scudo da 6 lire scudo introdotto per la prima volta durante il governo della Repubblica Cisalpina, venne ripristinato da Ferdinando I d'Austria e coniato poi anche sotto Francesco Giuseppe
- Scudo d'oro scudo aureo emesso sotto Filippo II di Spagna
- Semprevivo: moneta d'argento dal peso di ca. 2 g battuta sotto Francesco II Sforza. Al dritto recava tre piante di sempervivum. Fu coniata anche da Massimiliano Sforza.
- Sesino: moneta coniata per la prima volta all'epoca di Bernabò Visconti (1354-1378) e rimasta in auge nei secoli successivi. Il suo valore mutò nel corso degli anni dal momento che in epoca viscontea la moneta era realizzata in argento e valeva appunto un sesto di grosso, mentre dalla dominazione spagnola in poi essa divenne una moneta di rame.
- Soldo moneta argentea coniata a partire dall'epoca di Gian Galeazzo Visconti. Successivamente, con la dominazione spagnola, il soldo divenne di rame.
  - Soldino variante di epoca viscontea.
- Sovrana moneta aurea del Regno Lombardo-Veneto valente 40 lire austriache. Era detta anche Sovrana nuova per distinguerla dalle sovrane precedentemente già coniate a Milano.
  - Sovrana di Fiandra, antenata della sovrana milanese e diffusa sul finire del XVIII secolo ad opera di Francesco II d'Asburgo-Lorena venne detta anche Sovrana vecchia con la costituzione del Regno Lombardo-Veneto per distinguerla dalla nuova tipologia di sovrana avente il peso di 11,33 grammi anziché 11 grammi. Il nome derivava dal fatto che l'emissione di questa moneta era stata fatta per la prima volta nelle Fiandre (Paesi Bassi austriaci).

## T
- Terzolo: detta anche terzarolo, mediano o mezzano, moneta coniata alla metà del XII secolo, per un valore di metà denaro imperiale. Era in mistura.[2]
- Testone: moneta argentea coniata per la prima volta nel 1474 sotto il governo di Galeazzo Maria Sforza. Prendeva il proprio nome dall'effigie del duca che era raffigurato sul diritto di profilo.
- Trillina: moneta coniata dall'epoca di Filippo Maria Visconti in mistura. Il nome derivava dal trillo appunto fatto dalla moneta quando cadeva.

## Z
- Zecchino: nome preso dal ducato di Milano all'epoca austriaca, sul modello di quelli prodotti dalla Repubblica di Venezia. Il nome deriva dalla zecca di Venezia, dove veniva coniato. Era in oro praticamente puro (997‰) e di conseguenza ha dato luogo all'espressione "oro zecchino" per indicare l'oro con questa purezza. Esso raffigurava sempre il doge (duca di Milano) inginocchiato dinanzi a San Pietro e sul retro Cristo nella "mandorla". Parallelamente esistevano esemplari della medesima grandezza ma con conio moderno raffigurante il volto dell'Imperatore regnante sul diritto e sul rovescio le armi austriache.
  - Zecchino del giuramento: un particolare tipo di zecchino coniato da ogni nuovo imperatore del Sacro Romano Impero al momento della sua incoronazione a Duca di Milano. Esso venne introdotto da Maria Teresa. Era detto del giuramento perché riportava sul retro la legenda LONGOBARD.FIDES.SACRAMENTO.FIRMATA... e seguiva poi il nome della data del giuramento del nuovo sovrano. Tali monete avevano corso legale come le altre lire austriache.